# Satrupholm
 Satrupholm er en bebyggelse og et forhenværende gods beliggende mellem landsbyen Satrup og Søndersø tæt ved Bondebro i Angel i Sydslesvig. Administrativt hører Satrupholm under Midtangel Kommune i Slesvig-Flensborg kreds i den tyske delstat Slesvig-Holsten. I kirkelig henseende hører Satrupholm under Satrup Sogn. Sognet lå i den danske tid i Strukstrup Herred.  
Satrupholm er første gang dokumenteret 1418. I begyndelsen stod Satrupholm under godset Gammelbygaard. I 1436 tog biskoppen i Slesvig Satrupholm i besiddelse. Senere gik godset helt over til Slesvig Domkapitel. Omkring 1530 købte amtsmand Henrik Ahlefeldt flere gårde omkring Satrupholm og oprettede her sit hovedgård. Senere blev godset udvidet med strøgods omkring. Så kom også Dollerød, Langsted og tre steder i Trelstrup ved vestkysten under Satrupholm. I 1629 blev godset gottorpsk. I 1632 blev komplekset forøget med enkelte gårde i Bistoft. I årene 1653 til 1685 var godset igen adeligt, for derefter igen at komme under gottorperne. Bortset fra store dele af Satrup Sogn hørte også en række ejendomme i Havetoft Sogn (Havetoft-Løjt, Hostrup, Torsballe) samt enkelte besiddelser i Hyrup, Lille Solt og Lille Kværn til komplekset. Efter 1653 kom flere besiddelser til (Obdrup, Rebbjerg). Efter 1685 blev gården ført som fyrstelig domænegård.
I 1720 blev Satrupholm kongelig dansk domænegård. I 1771 blev Satrupholm endelig parcelleret og nedlagt, hvorefter det sluttede godsområde i Satrup og Havetoft Sogne blev omstruktureret til Satrup Herred (Gottorp Amt). Til godset hørte med Obdrup (førhen selv en adelig gård), Rebbjerg og Bondsbøl i Havetoft Sogn tre avlgård.
Satrupholm er genstand i flere jyske folkesagn, hvor gårdens ejere Saager og sin kone plagede deres undergivne (Hoveri, Den onde frues død og Gengangere på Satrupholm). Der fortælles bl.a., at Saager og hans kone efter deres død kom tilbage som gengangere.
Syd for Satrupholm ligger med Satrup Mose et større moseområde.